# Carlos Calado
Carlos Nuno Tavares Calado (* 5. října 1975 Alcanena) je bývalý portugalský reprezentant v lehké atletice, zaměřující se na skok daleký, trojskok a sprinty. Aktivní byl v letech 1993 až 2010, závodil za kluby CN Rio Major, Sporting Lisabon a Benfica Lisabon. V roce 1996 získal na iberoamerickém mistrovství stříbrnou medaili v trojskoku a bronzovou v dálce. Na mistrovství Evropy v atletice do 23 let 1997 vyhrál soutěž dálkařů a byl druhý v běhu na sto metrů. Získal stříbrnou medaili ve skoku do dálky na halovém evropském šampionátu 1998, na halovém mistrovství světa v atletice 2001 i na mistrovství světa v atletice 2001 skončil v dálce na třetím místě. Vytvořil také národní rekordy v dálce, trojskoku a běhu na 100 m (dálkařský rekord v roce 2019 stále platil). V roce 2001 mu byla udělena Olympijská medaile Nobreho Guedese. Po ukončení aktivní činnosti působí jako trenér.

## Osobní maxima
- dálka: 8,36 m (1997)
- trojskok: 17,08 m (1996)
- 60 m: 6,60 s (1999)
- 100 m: 10,11 s (1999)
- 200 m: 20,90 s (1997)